# HD 14067
HD 14067，又名BD+23 307，SAO 75262、HR 665，是一颗恒星，视星等为6.55，位于銀經147.05，銀緯-35.06，其B1900.0坐标为赤經2h 11m 31.1s，赤緯+23° -35.06′ 18″。